# Модрина (заказник)
Модри́на — лісовий заказник місцевого значення в Черкаському районі Черкаської області.

## Опис
Заказник площею 12,7 га розташовано у кв. 75, діл. 1, 2 Мліївського лісництва. 
Як об'єкт природно-заповідного фонду створено рішенням Черкаської облради від 28.04.1993 року № 14-21. Землекористувач або землевласник, у віданні якого перебуває заповідний об'єкт — ДП «Смілянський лісгосп». 
Під охороною високопродуктивне насадження модрини з дубом та липою. Вік насаджень понад 60 років.
Входить до об'єкту Смарагдової мережі «Чекаський бір» (UA0000254).